# Transliteração Wylie
A transliteração Wylie é um método que possibilita a transliteração da escrita tibetana utilizando as teclas típicas de uma máquina de escrever ou de um teclado na língua inglesa. Este sistema leva o nome de seu criador, Turrell Wylie, que refinou seu esquema em 1959. Este sistema viria a se tornar o método padrão de transliteração em estudos sobre o Tibete, principalmente nos Estados Unidos da América.
Qualquer sistema de romanização da língua tibetana se depara com um dilema: deve-se reproduzir de maneira acurada os sons do tibetano falado, ou o soletrar do tibetano escrito? Estes diferem bastante, uma vez que a ortografia tibetana se tornou fixa no século XI, enquanto que a pronuncia continuou a evoluir. Esquemas de transcrição anteriores buscaram romper com esta diferença, resultando na incapacidade deles em realizar um ou outro objetivo de maneira satisfatória. A transliteração Wylie foi desenhada para transcrever precisamente as letras do tibetano escrito, resultando assim na sua aceitação em estudos acadêmicos. Não tem como objetivo comunicar a pronuncia correta das palavras.

## Consoantes
O método Wylie translitera as consoantes tibetanas do seguinte modo: 
| ཀ ka [ká]      | ཁ kha [kʰá]   | ག ga [ɡà/kʰːà]    | ང nga [ŋà] |
| ཅ ca [tɕá]     | ཆ cha [tɕʰá]  | ཇ ja [dʑà/tɕʰːà]  | ཉ nya [ɲà] |
| ཏ ta [tá]      | ཐ tha [tʰá]   | ད da [dà/tʰːà]    | ན na [nà]  |
| པ pa [pá]      | ཕ pha [pʰá]   | བ ba [bà/pʰːà]    | མ ma [mà]  |
| ཙ tsa [tsá]    | ཚ tsha [tsʰá] | ཛ dza [dzà/tsʰːà] | ཝ wa [wà]  |
| ཞ zha [ʑà/ɕːà] | ཟ za [zà/sːà] | འ 'a [ɦà/ʔːà]     | ཡ ya [jà]  |
| ར ra [rà]      | ལ la [là]     | ཤ sha [ɕá]        | ས sa [sá]  |
| ཧ ha [há]      | ཨ a [ʔá]      |                   |            |

A última letra do alfabeto, a consoante ཨ, não é transliterada. A sua presença reconhece-se inequivocamente porque aparece uma sílaba que começa por vocal.
Na escrita tibetana, os grupos de consoantes dentro da mesma sílaba podem ser representados mediante o uso de letras sobre, debaixo ou ao lado da letra principal. O sistema Wylie não diferencia entre tais possibilidades, ao não haver risco de ambiguidade de acordo com as normas ortográficas tibetanas. A exceção é a sequência qy-, que pode ser escrita bem com um "g" diante ou com um "e" como subíndice. No método Wylie, estas possibilidades diferenciam-se inserindo um ponto entre o "g" e o "e" quando este é a letra principal e o primeiro é colocado diante dela. Assim, གྱང "muro" é gyang, enquanto གཡང་ "sima" é g.yang.

## Vocais
As quatro vocais (que neste caso se aplicam à letra muda ཨ ) são transliteradas assim:
| ཨི i | ཨུ u | ཨེ e | ཨོ o |

Quando uma sílaba não tem uma vocalização explícita, é indicada a vocal inerente "a" (por exemplo, ཨ་ = a).